# János Pilinszky
János Pilinszky (Boedapest, 25 november 1921 - aldaar, 27 mei 1981) was een Hongaars dichter.
Pilinszky maakte in 1938 zijn debuut als dichter. In de laatste maanden van de Tweede Wereldoorlog verbleef hij als krijgsgevangene in een Duits concentratiekamp, een ervaring die zijn leven en werk zou tekenen. 
Zijn eerste zelfstandige dichtbundel, Trapéz és korlát (Trapeze en brug) verscheen in 1946. In die periode was hij mederedacteur van het literaire tijdschrift Újhold, dat maar kort zou bestaan, maar waaraan zijn dichtersgeneratie zijn naam (Újhold-generatie) ontleent.
Na de communistische machtsovername werd Pilinszky voor geruime tijd in de ban gedaan. Zijn volgende dichtbundel, Harmadnapon (Op de derde dag), verscheen pas in 1959. Het werk bevat het gedicht Apokrif (Apocrief) en het wordt beschouwd als zijn meesterwerk en als een van de hoogtepunten van de dichtkunst in Hongarije.
Pilinszky beschouwde zichzelf als katholiek en publiceerde veel werk in katholieke tijdschriften, waaronder Új Ember (De nieuwe mens), waarvan hij vanaf 1957 redacteur was.
Pilinszky werd onderscheiden met de Baumgartenprijs (1947), de Attila Józsefprijs (1971) en de Kossuth-prijs (1980). Vanaf de jaren zestig verbleef Pilinszky veelvuldig in het buitenland en was te gast op poëziefestivals, waaronder in 1976 Poetry International. Hij behoort tot de weinige Hongaarse dichters van wie een volledige bundel in het Nederlands verscheen: Erika Dedinszky vertaalde in 1984 zijn bundel Kráter (Krater, origineel uit 1976).

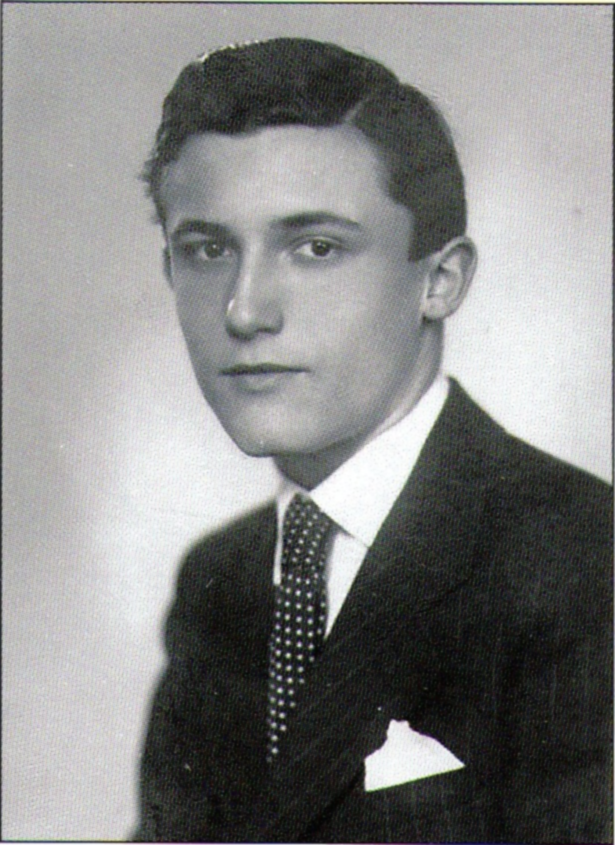
Pilinszky als scholier

## Leven en werk
Pilinszky kwam uit een familie van intellectuelen en liep school in Boedapest in het Piaristengymnasium. In de jaren 1938 en 1939 verschenen zijn eerste gedichten. Als Hongaars soldaat kwam hij in het Duitse dorp Harbach in gevangenschap terecht en in een concentratiekamp. Deze ervaring heeft veel invloed gehad op zijn werk.
In de jaren 1946-1948 was Pilinszky medewerker aan het tijdschrift Újhold (Nieuwe Maan). In 1947 en 1948 onderneemt hij een reis naar Rome.
Tussen 1949 en 1956 kon Pilinszky geen werk publiceren in Hongarije. Vanaf 1957 was hij medewerker aan het katholieke Weekblad Új Ember (Nieuwe Mens). Vanaf het begin van de jaren ’60 onderneemt hij diverse reizen door West-Europa. Ted Hughes vertaalde zijn gedichten in het Engels.
Pilinszky geniet groot aanzien. De Hongaarse componist György Kurtág zette zijn gedichten op muziek.

## Beoordelingen
De literatuurcriticus Miklós Szabolcsi schreef: Pilinszky is verwant aan diegenen, die door het fascisme in de eenzaamheid worden gestoten en die sindsdien aan de zinloosheid van het leven lijden.
Imre Kertész, Nobelprijswinnaar 2002 voor literatuur huldigde hem ook in zijn toespraak:
Het échte probleem van Auschwitz ligt in het feit dat het gebeurde en dat wij aan dit gegeven met de beste, maar ook met de slechtste wil niets kunnen veranderen. De katholieke Hongaarse dichter János Pilinszky heeft deze moeilijke situatie wellicht het meest precies omschreven toen hij het een “schandaal” noemde, en daarmee bedoelde hij overduidelijk het feit, dat Auschwitz zich in de christelijke cultuuromgeving heeft voorgedaan en daardoor voor het metafysische verstand niet te vatten is.

## Trivia
Het gedicht A mélypont ünnepélye van Pilinszky staat samen met de vertaling (Feest van het dieptepunt) geschilderd op een muur in Leiden (Rijnsburgerweg 144/146) in het kader van het project Dicht op de muur.

## Boeken
- Trapéz és korlát (1946)
- Aranymadár (1957)
- Harmadnapon (1959)
- Rekviem (1964)
- Nagyvárosi ikonok (1970)
- Szálkák (1972)
- Végkifejlet (1974)
- A nap születése (1974)
- Szálkák (1975)
- Tér és kapcsolat (1975)
- Kráter (1976)

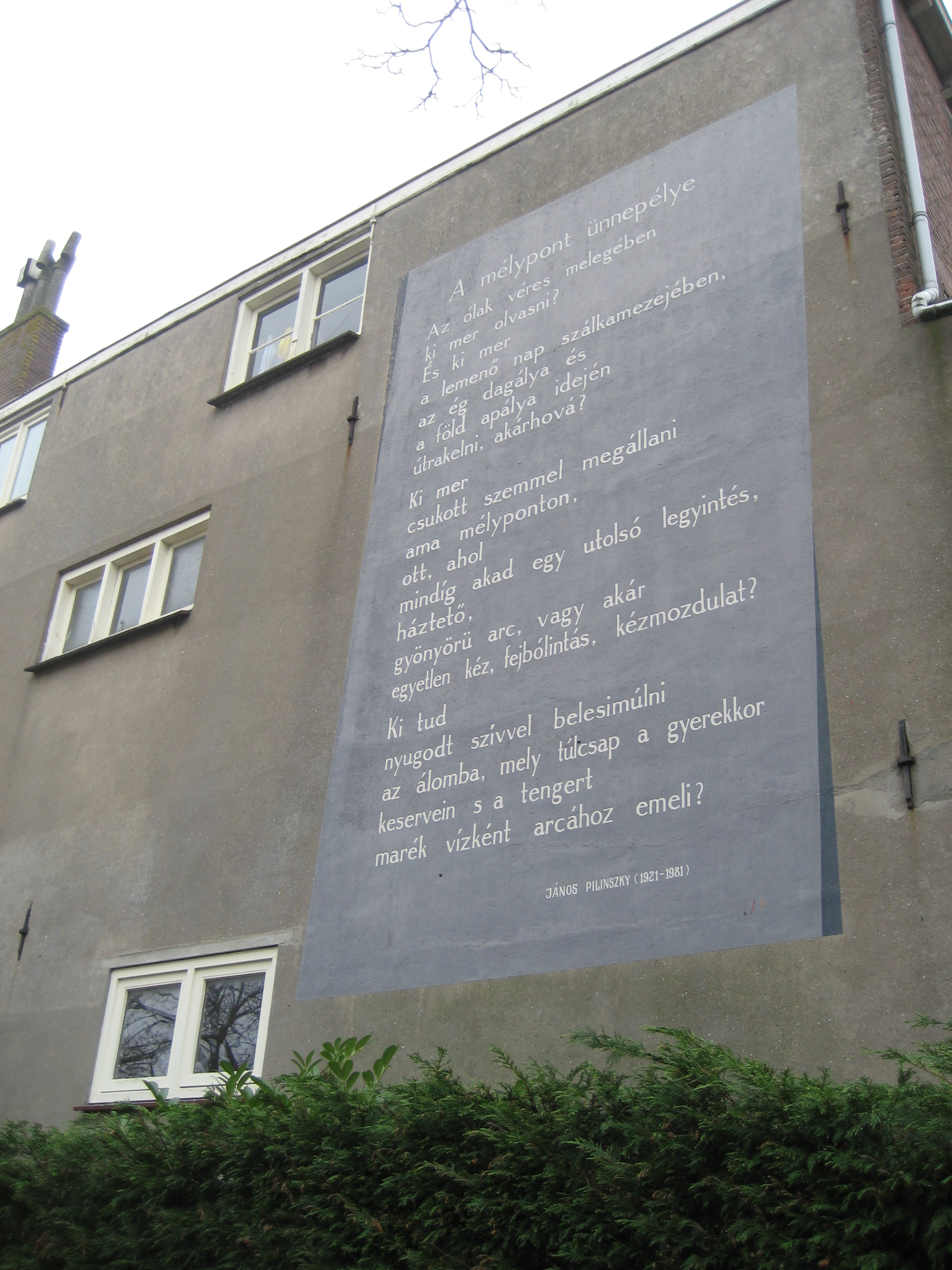
A mélypont ünnepélye op een muur in Leiden

- Beszélgetések Sheryl Suttonnal (1977)
- Válogatott művei (1978)

## Buitenlandse uitgaven

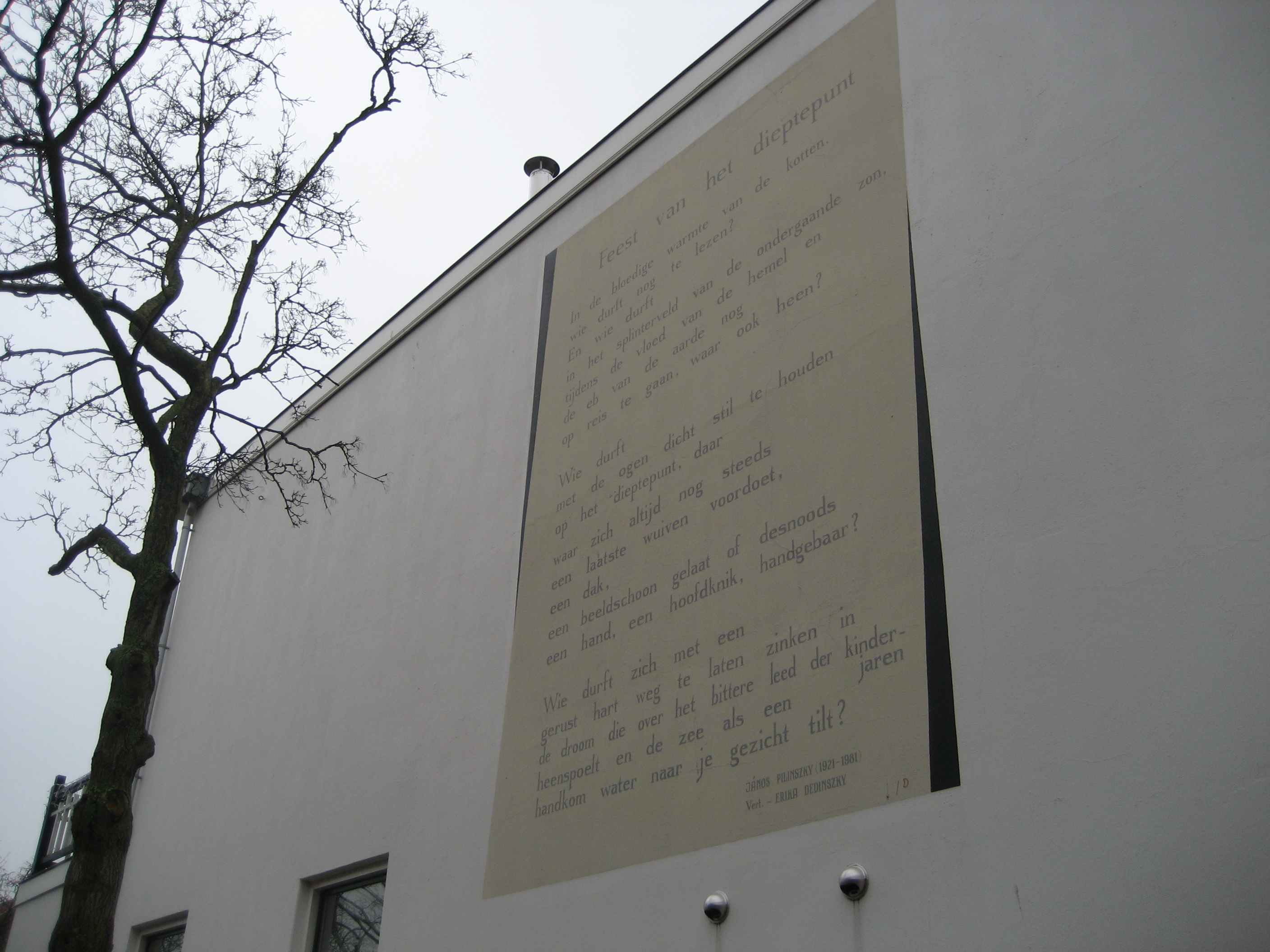
Feest van het dieptepunt op een muur in Leiden

- Krater (1984). Nederlandse vertaling door Erika Dedinszky. Vianen, Uitgeverij Kwadraat. ISBN 90-6481-503-8
- De toren van het zwijgen. Een keuze uit de moderne Hongaarse poëzie. Keuze en vertaling Erika Dedinszky. Meulenhoff, Amsterdam, 1977. ISBN 90-290-0933-0
- Großstadt-Ikonen. Ausgewählte Dichtungen und Essays (1971), ISBN 3-7013-0458-0
- Poems, (1972), Verlag Carcanet P, ISBN 0-85635-004-4
- Selected Poems, (1976), Verlag Carcanet P, ISBN 0-85635-188-1
- Desert of Love, Verlag Anvil Press Poetry, ISBN 0-85646-177-6
- Conversations with Sheryl Sutton: The Novel of a Dialogue. (1992) Riverdale-on-Hudson: Sheep Meadow-Carcanet, 1992
- Lautlos gegen die Vernichtung (2000), Amman Verlag, ISBN 3-250-10062-5

## Prijzen
- 1947: Baumgarten-prijs
- 1971: Attila-József-prijs
- 1980: Kossuth-prijs